# Guntram Beckel
Guntram Beckel (* 9. Oktober 1930; † 8. September 2019) war ein deutscher Klassischer Archäologe.
Beckel wurde 1959 an der Universität Heidelberg mit der Arbeit Götterbeistand in der Bildüberlieferung griechischer Heldensagen promoviert. Für die Arbeit wurde ihm das Reisestipendium des Deutschen Archäologischen Instituts für den Zeitraum 1959/60 zuerkannt, mit dessen Hilfe Beckel den Mittelmeerraum bereisen und die archäologischen Stätten studieren konnte. Nach der Rückkehr wurde er Mitarbeiter der Antikensammlung des Martin von Wagner Museums. Er wirkte nahezu den gesamten Zeitraum bis zu seiner Pensionierung als Kustos an diesem Museum, neben der Direktorin der Antikensammlung und Ordinaria für Klassische Archäologie, Erika Simon. Seine Nachfolgerin wurde Irma Wehgartner. Schwerpunkt seiner Arbeit und Forschung war somit auch die Aufarbeitung der international bedeutenden Würzburger Antikensammlung.

## Schriften
- Götterbeistand in der Bildüberlieferung griechischer Heldensagen. Stiftland-Verlag, Waldsassen 1961
- Mit Heide Froning und Erika Simon: Werke der Antike im Martin-von-Wagner-Museum der Universität Würzburg. Philipp von Zabern, Mainz 1983, ISBN 3-8053-0768-3 (Buchhandel), ISBN 3-8053-0773-X (Museum)
- Mit Richard W. Gassen und Claudia Braun: Attische Keramik. Schwarzfigurige Gefässe aus dem Besitz des Martin von Wagner-Museums der Universität Würzburg im Stadtmuseum Ludwigshafen (13. Dezember 1988 bis 12. Februar 1989). Stadtmuseum Ludwigshafen, Ludwigshafen 1988